# Louis Kooken
Louis Joseph Petrus Kooken (Weert, 24 maart 1867 - Eindhoven, 3 juni 1940) was een Nederlands architect.

## Achtergrond
Kooken was gemeentearchitect van Eindhoven. Zijn werk was gevarieerd en bestond uit kerken en kloosters, utiliteitsbouw en fabrieken, woonwijken en woningen. Hij was tot 1920 Eindhovens gemeenteraadslid. Hij was medeoprichter van de Oudheidkundige-vereniging en de Museumstichting „Museum Kempenland". Behalve voor Eindhoven, ontwierp hij ook projecten in omliggende gemeenten. Voorts was hij, samen met Jos Cuypers, betrokken bij het Algemeen Uitbreidingsplan van Eindhoven, dat vooruitliep op de annexatie van de randgemeenten in 1920. Hierbij ging hij uit van de tuinstadgedachte.

### Werk van Louis Kooken
Enkele van zijn werken zijn:
- Sigarenfabriek F. van Gardinge aan de Mathildelaan te Strijp, omstreeks 1880. Deze is later omgebouwd tot de zogenaamde Ventoseflat.
- Gasfabriek te Eindhoven, 1899.
- Huizen en gebouwen te Griendtsveen, na 1900.
- Werkmanswoningen voor Philips in de wijk 'Wilhelminapark' (Weverstraat en omgeving) te Woensel, vanaf 1909.
- Parochiekerk 'Sint-Antonius van Padua' te Nijnsel, uit 1911.
- Sint-Willibrorduskerk te Waalre uit 1925
- Sint-Willibrorduskerk te Middelbeers uit 1927
- Stoomzuivelfabriek 'De Eendracht' te Gemert, 1915.
- Complex van 311 arbeiderswoningen in de wijk Lakerlopen te Tongelre, vanaf 1920.
- Delen van de wijk 'Armhoefse Akkers' te Tilburg, omstreeks 1930.
- Vlag van Eindhoven
- Graansilo CHV mengvoederfabriek (rijksmonument) te Veghel, uit 1915
- Woonhuis Louis Kooken aan de Tramstraat 27 te Eindhoven[2]

Daarnaast ontwierp hij de gemeentevlag van Eindhoven.

### Rijksmonumenten te Eindhoven
In de gemeente Eindhoven vindt men de volgende Rijksmonumenten van zijn hand:
- uitbreiding van de pastorie van de Sint-Petruskerk te Woensel, uit 1910.
- Toren van de Sint-Petruskerk, aan de Kloosterdreef te Woensel, uit 1912.
- Voormalig botercontrolestation aan de Fazantlaan 23, te Tongelre, uit 1916.
- Poortgebouw in arbeiderswoningen, Bosboomstraat 35-37, 36-38, te Tongelre, uit 1920.

## Foto's

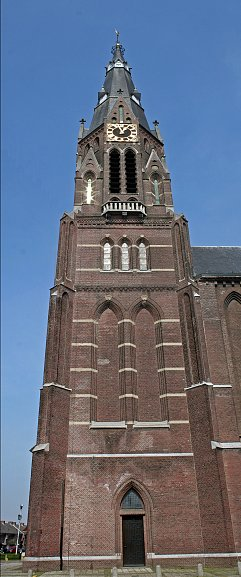
De toren van de Sint-Petruskerk in Eindhoven
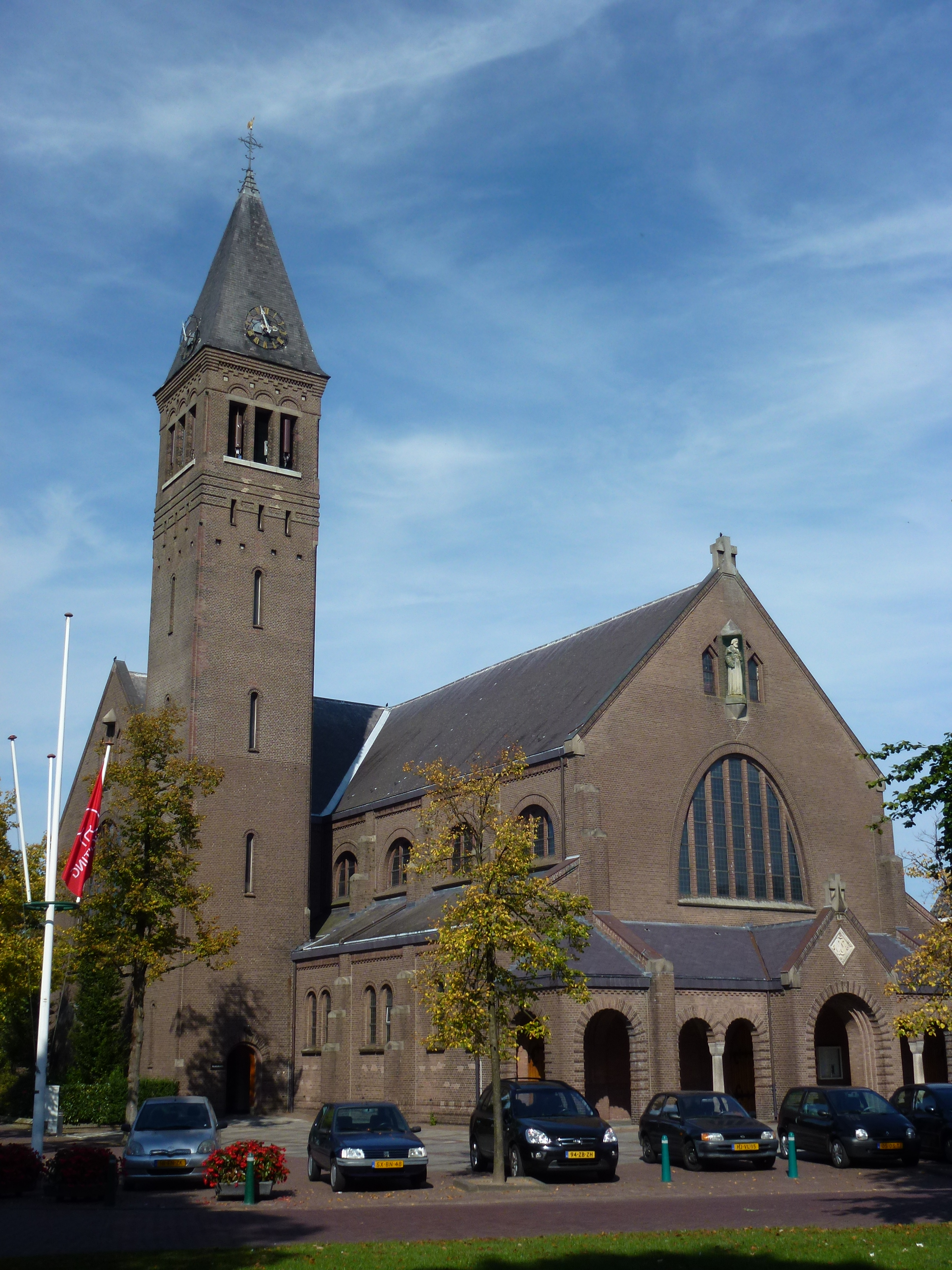
Sint-Willibrorduskerk, Waalre
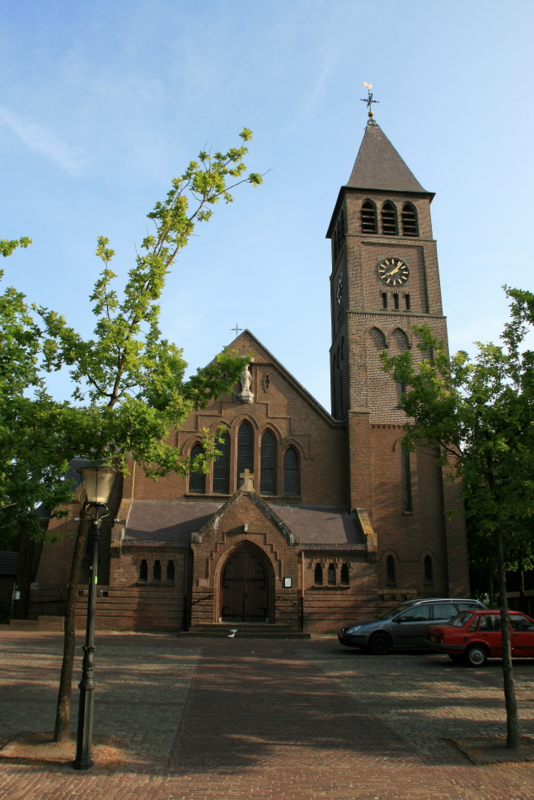
Sint-Willibrorduskerk, Middelbeers
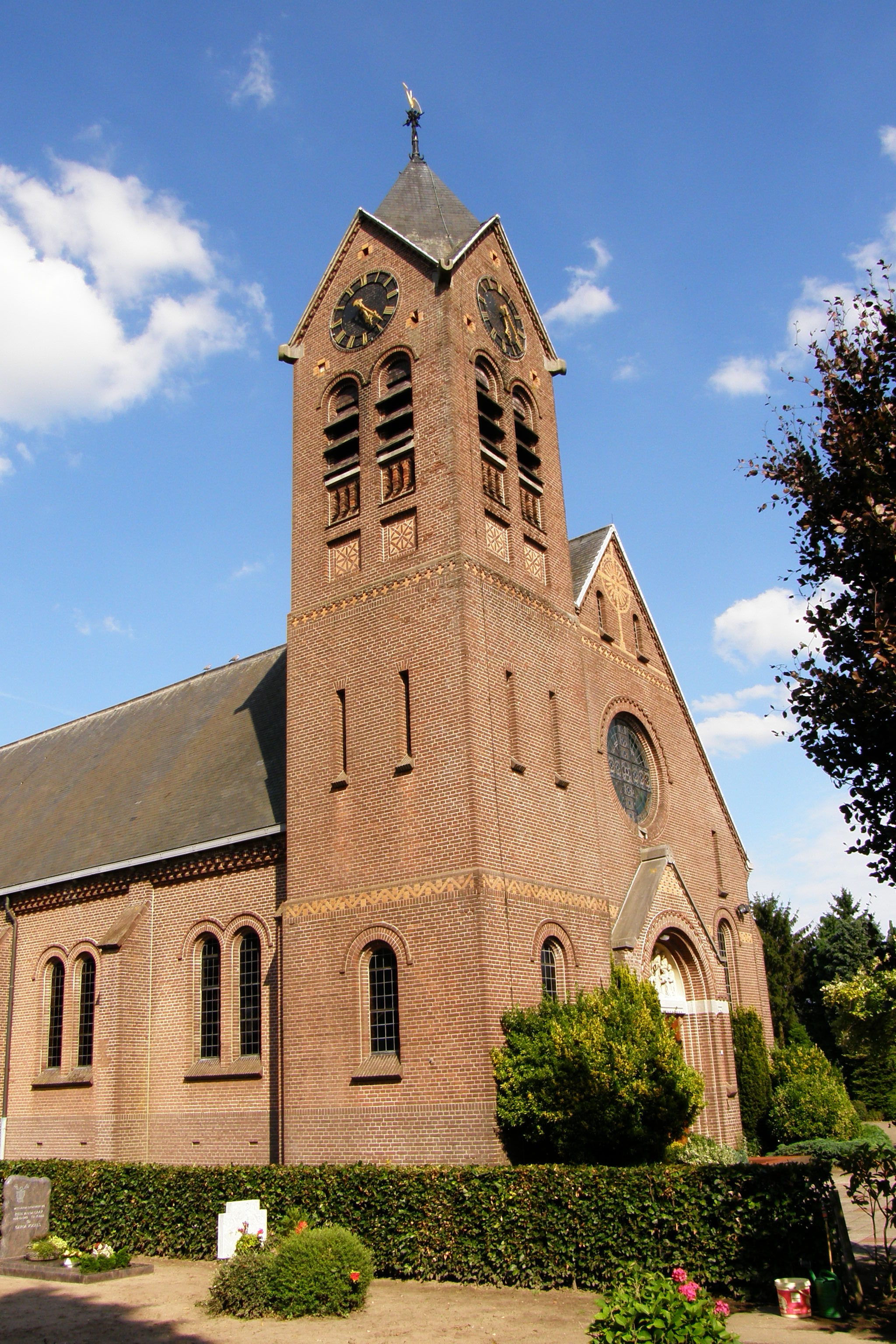
Sint-Antonius van Padua, Nijnsel
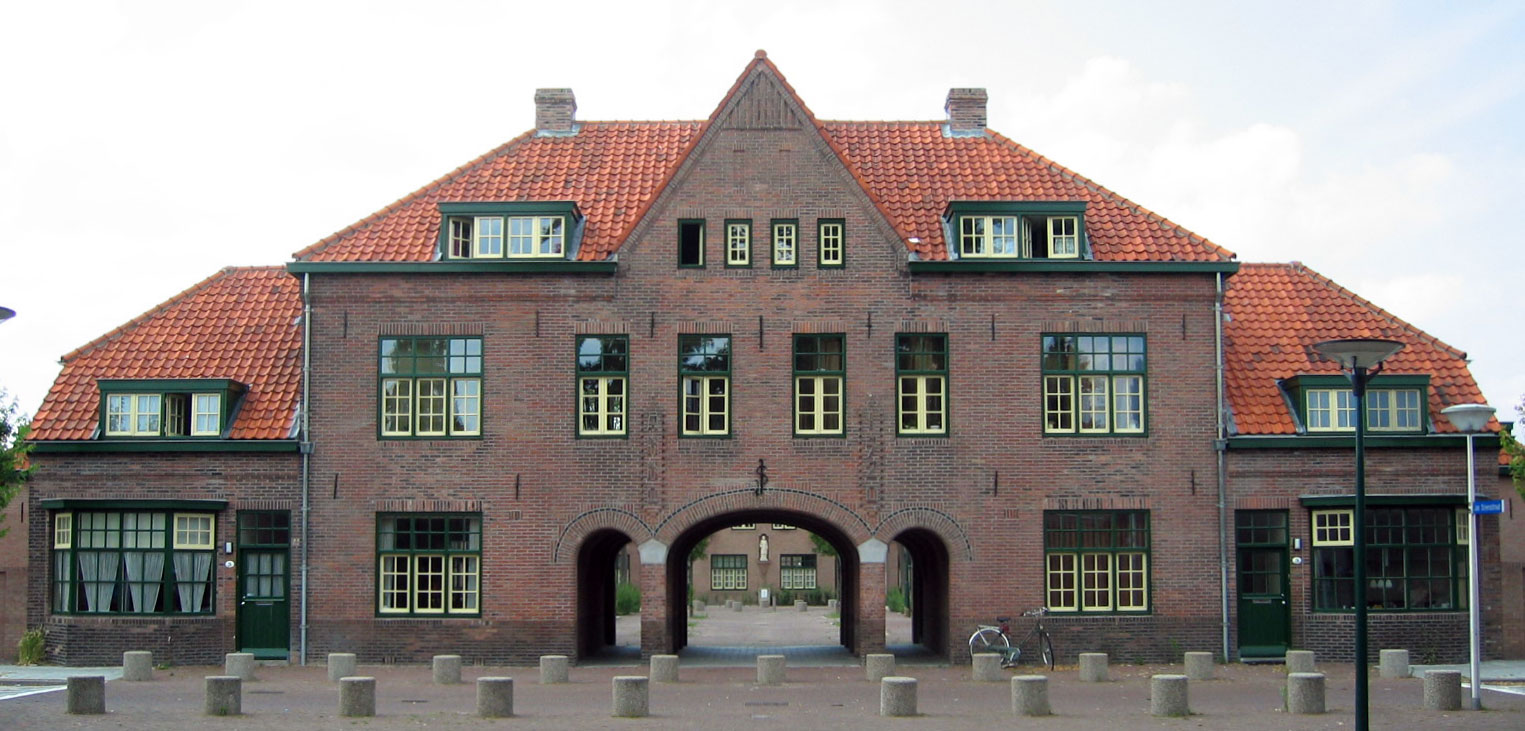
Poortgebouw in arbeiderswoningen, Bosboomstraat Eindhoven
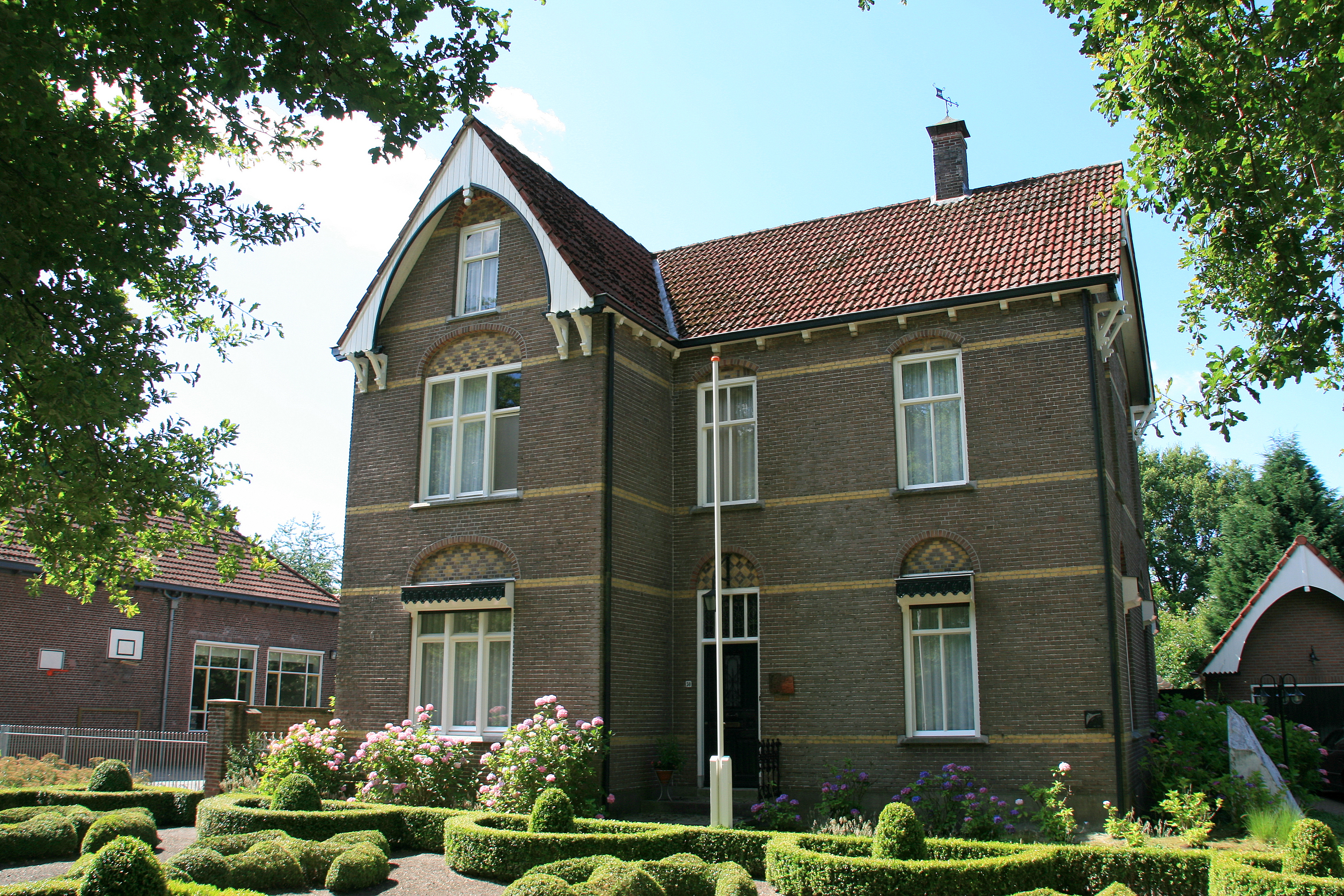
Voormalige pastorie Griendtsveen
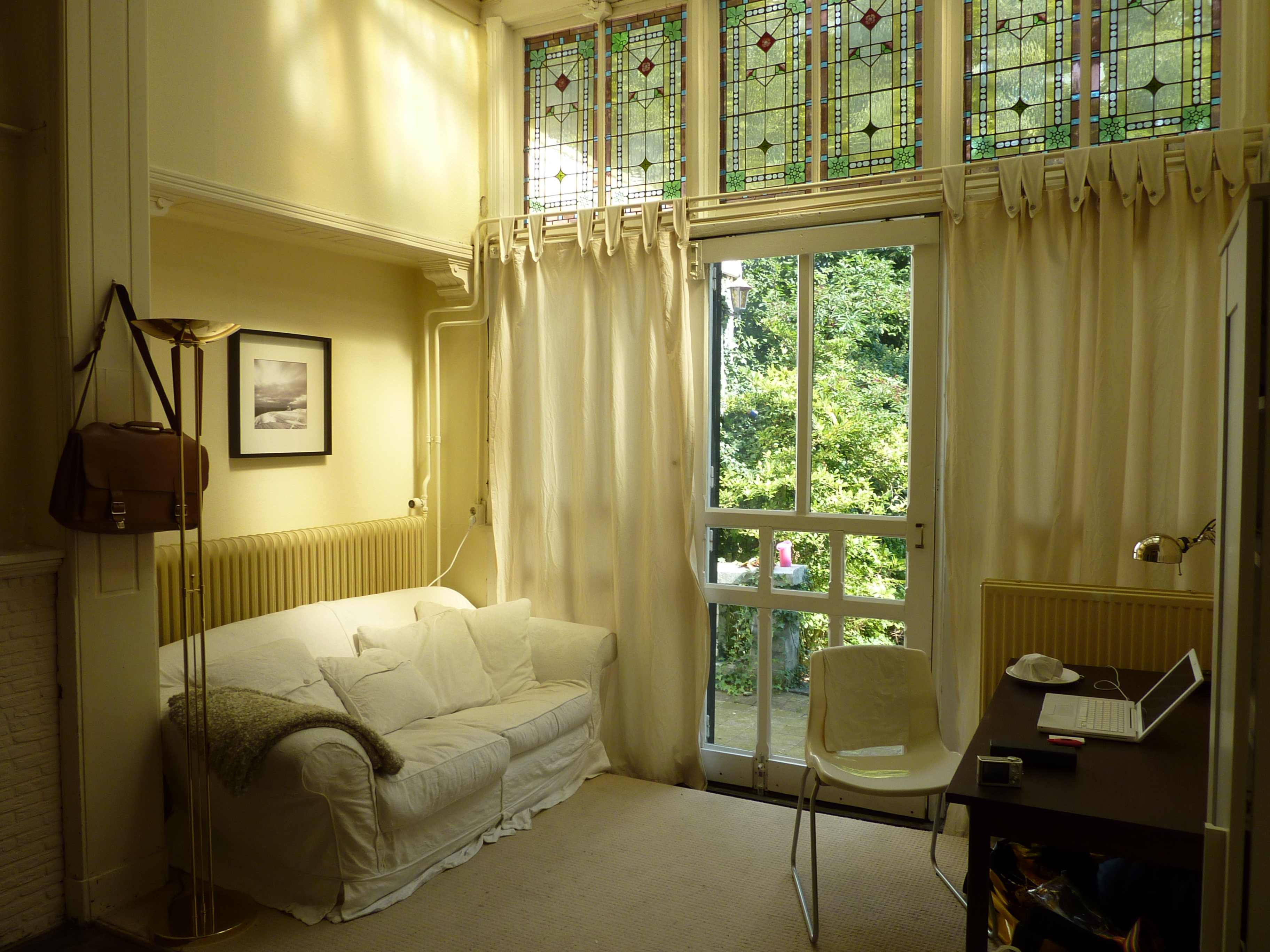
Kantoorkamer Louis Kooken aan de Tramstraat 27 (nu in gebruik als kamer)